# 安妮斯·帕克
安妮斯·达内特·帕克（英語：Annise Danette Parker，1956年5月17日—）是一位美国政治人物，2010年到2016年担任休斯敦市长。
帕克是休斯敦的第二位女性市长，是美国的主要城市中第一个公开的同性恋市长。

## 个人生活和教育
帕克出生于休斯顿，她的母亲是一个簿记员，她的父亲曾在红十字会工作。 1971年，帕克15岁时，她们一家随美军搬到德国曼海姆两年。在德国时，她主动在红十字青年服务组织工作。
帕克开始在萊斯大學学习，1974年获得奖学金。她做好几份工作以支付房租。1978年毕业，她获得人类学，心理学和社会学学士学位。
成为一个民选官员之前，帕克曾经作为一个软件分析师在石油和天然气行业工作逾20年，其中18年在莫斯巴赫尔能源（Mosbacher Energy）工作。
帕克和她的伴侣Kathy Hubbard自1990年以来一直生活在一起。2014年1月16日，帕克和Hubbard在加州棕榈泉结婚。她们有两个养女（Daniela Parker和Marquitta Parker）和一个养子（Jovan Tyler）。